# Francesca Bria

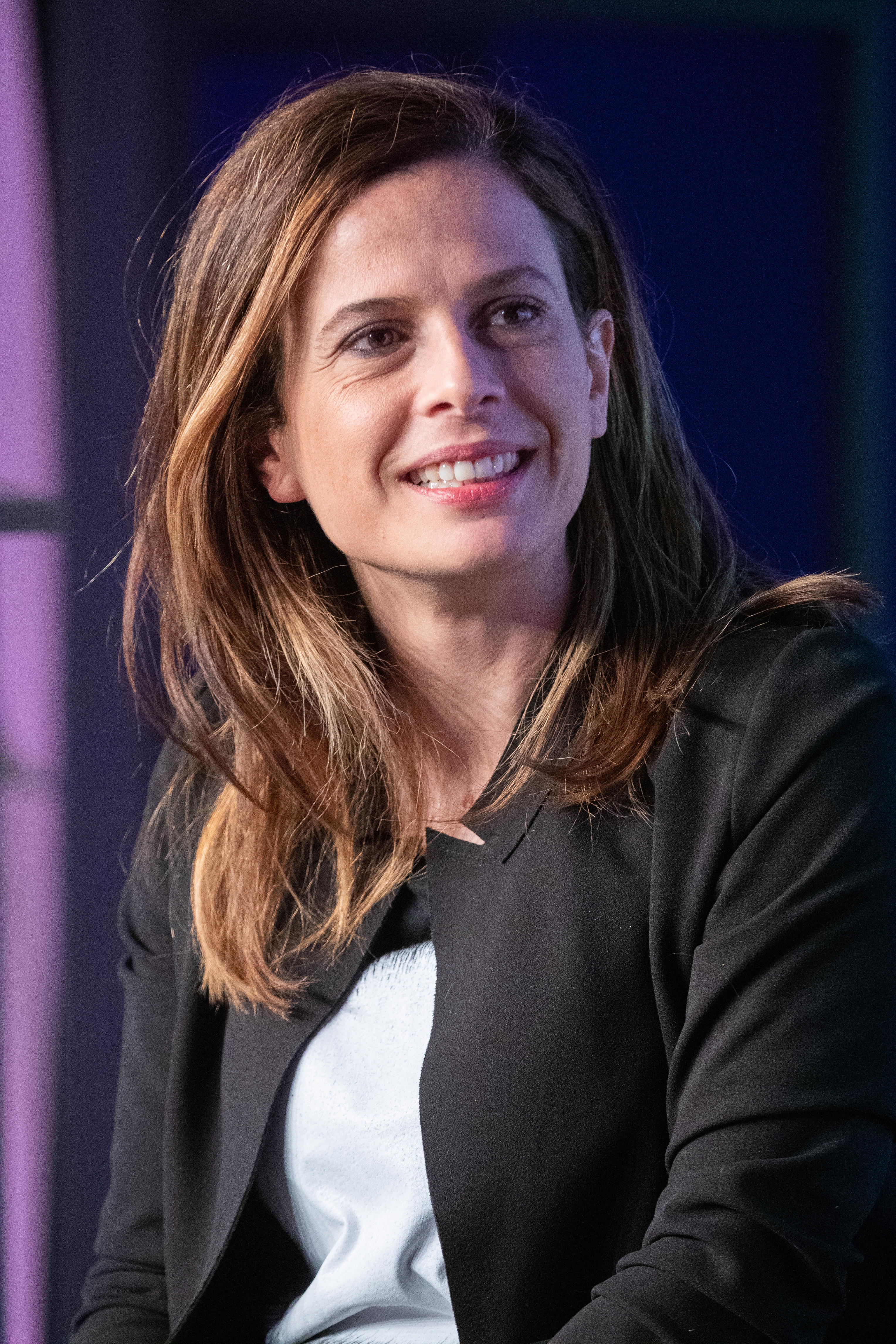
Francesca Bria, 2019

Francesca Bria (* 11. November 1977 in Rom) ist eine italienische Wirtschafts- und Sozialwissenschaftlerin und Beraterin für digitale Strategie, Technologie und Informationspolitik.

## Leben
Francesca Bria hat ihren akademischen Hintergrund in Sozialwissenschaften und Innovationsökonomie und einen Master of Science in E-Business und Innovation vom University College of London, Birkbeck. Sie war leitende Projektleiterin im Nesta-Innovationslabor und EU-Koordinatorin des D-CENT-Projekts über direkte Demokratie und soziale digitale Währungen sowie Hauptforscherin des DSI-Projekts über digitale soziale Innovation in Europa.
Bria ist Mitglied des Internet of Things Council und Berater der Europäischen Kommission in Fragen der zukünftigen Internet- und Smart-City-Politik. Sie ist auch Mitglied der EG-Expertengruppe für offene Innovation (OISPG) und Mitglied des Europäischen Forschungsclusters für das Internet der Dinge (IERC).
Bria beriet die Stadt Rom und die Region Latium in den Bereichen Innovationspolitik, offene Technologie und offene Städte. Sie lehrte an mehreren Universitäten in Großbritannien und Italien und arbeitete als Beraterin für Regierungen, öffentliche und private Organisationen in Fragen der Technologie- und Innovationspolitik und ihrer sozioökonomischen und ökologischen Auswirkungen. Sie ist auch in verschiedenen Organisationen aktiv, die sich für offenen Zugang, digitale Rechte und dezentrale, auf Datenschutz ausgerichtete Technologien einsetzen.
Sie ist Präsidentin des italienischen Nationalen Innovationsfonds und Honorarprofessorin am Institut für Innovation und öffentliche Zwecke an dem University College London (UCL) in London. Sie ist Senior-Beraterin und Botschafterin bei den Vereinten Nationen (UN-Habitat) für digitale Städte und digitale Rechte. Sie war Chief Digital Technology and Innovation Officer der Stadt Barcelona und ist Gründerin des Decode-Projekts – einer EU-weiten Initiative zur Rückgewinnung der Datenhoheit der Bürger. Als Honorarprofessorin für Technologie- und Innovationspolitik am University College London lehrt sie zu den Themen digitale Souveränität und menschenzentrierte intelligente Städte.
In der Hamburger Denkfabrik The New Institute leitet Bria das Projekt „The New Hanse“ im Bereich Datendemokratie und Nachhaltigkeit.

## Auszeichnungen
Im Jahr 2018 wurde Bria vom Forbes-Magazin in die Liste der europäischen Top 50 Women In Tech aufgenommen.